# محمد تقي
محمد تقي الجعفري بن جهاري (إنجليزية: Muhammad Taqi Aljaafari Bin Jahari؛ مواليد 25 أكتوبر 1986) هو حكم كرة قدم سنغافوري محترف. أصبح حكماً دولياً لدى الفيفا منذ عام 2012. وقد أدار عدداً من مباريات دوري أبطال آسيا.